# Emily Perry
Emily Perry, född 28 juni 1907 i Torquay, död 19 februari 2008 i Twickenham, var en brittisk skådespelare och dansare. Hon är mest känd som Madge Allsop, Dame Edna Everages kompanjon och före detta brudtärna.